# Daniël Heinsius

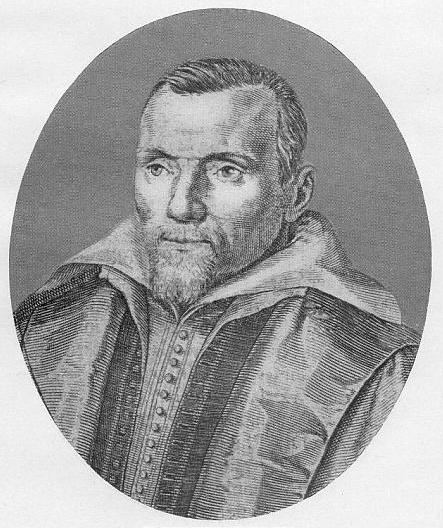
Daniël Heinsius

Daniël Heinsius (Gent, 9 juni 1580 – Leiden, 26 februari 1655) was een humanistische geleerde. Hij genoot internationaal grote faam als uitgever van klassieke teksten, literair theoreticus en dichter. Hij was bijna zijn gehele leven verbonden aan de Universiteit Leiden, onder meer als bibliothecaris van de universiteit.

## Leven en werk
Heinsius werd in 1580 als Daniël Heins of Heyns geboren in Gent uit protestantse hugenoten. In 1583 vluchtten zijn ouders met Daniël en zijn oudere zuster Catharina weg uit de Zuidelijke Nederlanden. Na omzwervingen door Engeland en Holland vestigden zij zich in 1588 te Vlissingen, waar Daniël de Latijnse school bezocht. Zijn vader stuurde hem op zestienjarige leeftijd naar Franeker om daar aan de toenmalige universiteit rechten te studeren. Op 30 september 1598 werd hij in Leiden ingeschreven, eveneens als student in de rechten. Zijn belangstelling ging echter uit naar de letterkunde, en vooral het Grieks had zijn voorliefde. De briljante student werd de lievelingsleerling van Josephus Justus Scaliger, die hem schoolde in de filologie, terwijl Janus Dousa zijn patroon werd in de Latijnse en Nederlandse poëzie. De belangrijkste vrienden uit zijn studententijd waren Hugo de Groot en Dominicus Baudius. In 1603 publiceerde de Leidse componist Cornelis Schuyt enkele Hollandsche madrigalen waarvoor onder meer Heinsius teksten leverde. In datzelfde jaar werd hij aangesteld als buitengewoon hoogleraar in de poëtica en in 1605 in het Grieks. Na het overlijden van Paulus Merula in 1607 werd hij tevens universiteitsbibliothecaris, en na de dood van zijn geliefde leermeester Scaliger in 1609 gewoon hoogleraar. In 1612 werd hij benoemd tot Professor Politices, de eerste leerstoel in de politicologie ter wereld. Heinsius publiceerde als filoloog edities van vele Griekse en Romeinse auteurs. Zijn eerste editie was die van Silius Italicus (1600), daarna volgden onder meer uitgaven van Hesiodus (1603), Theocritus (1603), de Ars poetica van Aristoteles (1610), Clemens van Alexandrië (1616) en Terentius (1618).
In zijn studentenjaren schreef Heinsius een grote hoeveelheid Latijnse elegieën die hij in 1603 voor het eerst publiceerde: Elegiarum lib. III. Monobiblos, sylvae, in quibus varia. In 1606 verscheen een uitgave die met nog een boek elegieën vermeerderd was. Ze gaan grotendeels over de liefde van de dichter voor het meisje Rossa. Het is frisse jeugdpoëzie, die de dichter echter in latere uitgaven van zijn Poemata veelal herzag of wegliet. Daarnaast schreef hij veel Latijnse gelegenheidspoëzie (zoals bruiloftsgedichten en grafdichten), maar zijn Poemata bevatten bijvoorbeeld ook een boek oden met een gevarieerde inhoud, waarvan er enkele opvallen door hun vrije versvorm.
Rond 1600 ontstonden ook de eerste Nederlandstalige gedichten. Onder het pseudoniem Theocritus à Ganda (= Theocritus van Gent) publiceerde Heinsius twee bundels emblemata: de Emblemata amatoria (1601) en de Spiegel vande Doorluchtige, eerlicke, Cloucke, Deuchtsame, ende verstandege vrouwen (1606). In 1616 verschenen er meer Nederlandstalige gedichten onder de titel Nederduytsche poemata, een bundel die door Heinsius’ vriend Petrus Scriverius was uitgegeven. In zijn voorwoord presenteerde Scriverius de gedichten als voorbeeld van een nieuwe Nederlandstalige poëzie naar klassieke modellen.
Als enige Nederlander schreef Heinsius ook een vrij omvangrijk oeuvre van Griekse gedichten, waarvoor Theocritus en de epigrammen uit de Anthologia Graeca de voorbeelden vormden. Het meest omvangrijk is zijn Peplus (Gewaad) van Griekse epigrammen, die hij maakte op allerlei Griekse schrijvers en filosofen. Maar er zijn ook enkele speelse liefdesgedichten over een meisje dat Heinsius Demophile noemde, ‘Volksliefje’, kennelijk verwijzend naar haar status.
Heinsius en zijn vriend Hugo de Groot besloten rond 1600 ieder een Latijnse tragedie naar het voorbeeld van de tragedies van Seneca te maken. Heinsius maakte het historiestuk Auriacus, sive libertas saucia (Willem van Oranje, of de verwonding van de vrijheid) over de moord op Willem van Oranje (1602). Hij schreef vervolgens nog een Bijbels stuk Herodes infanticida (Herodes de kindermoordenaar), dat ontstond in de jaren 1607-1608, maar pas in 1632 werd uitgegeven. Belangrijker was Heinsius' bijdrage aan de verspreiding van de kennis van de Griekse tragedie. Hierover publiceerde hij in 1611 een zeer invloedrijke verhandeling die bedoeld was als een persoonlijke en toegankelijke versie van wat Aristoteles in zijn Poetica over de tragedie had geschreven: De tragica constitutione (Over het maken van een tragedie), waarvan in 1643 nog een gewijzigde versie verscheen onder de titel De constitutione tragoediae . De voorschriften werden opgevolgd door onder anderen Vondel en de Franse tragedieschrijvers.
Heinsius – die als een goed spreker en inspirerend docent gold – heeft de tekst van een aantal van zijn colleges en redevoeringen op schrift gesteld. Een eerste uitgave van zijn Orationes met twaalf redevoeringen verscheen in 1612. Vervolgens verschenen er nieuwe uitgaven die steeds uitgebreider waren. Uiteindelijk bevatte de editie van 1642 er 35. Onderwerp zijn doorgaans literaire onderwerpen, maar de Orationes eindigen steeds met de ironische lofrede Laus pediculi (Lof van de luis).
In 1617 trouwde Heinsius met Ermgard Rutgers, de zuster van zijn studiegenoot Janus Rutgers. Ze kregen een zoon Nicolaas (1620) – die een beroemd Neolatijns dichter en boekenverzamelaar zou worden – en een dochter Elizabeth (1623). In de godsdiensttwist tussen de remonstranten en de contraremonstranten, die zich in 1617 verhardde toen prins Maurits openlijk de kant van de laatsten koos, stond Heinsius aan de kant van de orthodoxe contraremonstranten. Hij was namens de Staten-Generaal secretaris van de Dordtse synode (1618-1619). Hierna hield hij zich meer met theologisch werk bezig, met name met de tekst van het Nieuwe Testament. Uit deze jaren stamt ook De contemptu mortis (De verachting van de dood) uit 1621, een leerdicht in vier boeken met de vorm van Vergilius’ Georgica, maar een christelijk-stoïcijnse inhoud.
Via zijn zwager Janus Rutgers, die sinds 1614 diplomaat was in dienst van Zweden, kreeg Heinsius in 1618 een aanstelling als geschiedschrijver van de Zweedse koning Gustaaf Adolf. Toen Heinsius in 1627 overwoog naar Zweden te gaan, werd hij ter compensatie benoemd als geschiedschrijver van de Staten-Generaal. Hij schreef in die functie een geschiedenis van het Beleg van 's-Hertogenbosch: Rerum ad Sylvam-Ducis atque alibi in Belgio aut a Belgis anno MDCXXIX gestarum historia (Geschiedenis van het beleg van 's-Hertogenbosch en de andere in de Nederlanden of door de Nederlanders in 1629 verrichte krijgsdaden) (1631).
Ermgard stierf in 1633. Bovendien raakte Heinsius gebrouilleerd met collega-hoogleraar Salmasius, die in 1631 aangesteld was. Het maakte dat Heinsius in zijn laatste jaren een eenzame en wat verbitterde oude man werd. Hij is menigmaal beticht van overmatig drankgebruik. In 1647 werd hij vrijgesteld van het lesgeven. Daarna gingen zijn geestelijke en lichamelijke gezondheid nog verder achteruit, al bleef hij de universiteit nog tot 1654 dienen als secretaris van de senaat. Hij stierf in 1655 en werd begraven in de Pieterskerk te Leiden.

## Moderne edities van Daniel Heinsius’ werk
- Daniel Heinsius, De gebeurtenissen die zich bij 's-Hertogenbosch en elders in de Nederlanden afspeelden in het jaar 1629, vertaald uit het Latijn door W.A. Boekelman, [Laren] 2006

- Daniel Heinsius, De verachting van de dood. De contemptu mortis. Vertaling door Jan Bloemendal en Jan W. Steenbeek. Tekst, inleiding en commentaar door Jan Bloemendal, Amsterdam 2005

- Immanuel Musäus, Der Pandoramythos bei Hesiod und seine Rezeption bis Erasmus van Rotterdam, Göttingen 2004 [op blz. 192-207 een appendix met het Griekstalige gedicht ‘Hymne op de Pandora van Hesiodus’ met Duitse vertaling]

- Daniel Heinsius, De constitutione tragoediae/ La constitution de la tragédie, dite La poétique d'Heinsius, Edition, traduction et notes par Anne Duprat, Genève 2001

- Daniel Heinsius, Laus pediculi. Lof van de luis, editie, vertaling, inleiding René Veenman, Voorthuizen 2000

- Daniel Heinsius, Auriacus, sive Libertas saucia (1602), editie met vertaling, inleiding en commentaar door Jan Bloemendal, diss. Utrecht, Voorthuizen 1997

- Collegium Classicum c.n. M.F. (red.), Bataafs Athene. Een bloemlezing van klassiek Griekse poëzie van de hand van Leidse humanisten van de zestiende tot en met de twintigste eeuw, Leiden 1993 [op blz. 41-69 selectie van Griekse gedichten met vertaling]

- Daniel Heinsius, Nederduytsche poemata. Faksimiledruck nach der Erstausgabe von 1616, ed. Barbara Becker-Cantarino, Bern-Frankfurt am Main 1983

- Aristotelis de poetica liber. Daniel Heinsius recensuit [...]. Accedit eiusdem de tragica constitutione liber, Hildesheim-New York 1976 (Fotomechanische herdruk van de uitgave Leiden 1611)

- A.K.H. Moerman, Daniel Heinsius. Zijn “spiegel” en spiegeling in de literatuurgeschiedschrijving, Leiden 1974 [Bevat: Spiegel vande Doorluchtige vrouwen]

- On Plot in Tragedy, by Daniel Heinsius. Translated by Paul R. Sellin and John J. McManmon, With Introduction and Notes by Paul R. Sellin, Northridge, California 1971 [Vertaling van De tragoediae constitutione]

- Bacchus en Christus. Twee Lofzangen van Daniel Heinsius, opnieuw uitgegeven door L.Ph. Rank, J.D.P. Warners en F.L. Zwaan, Zwolle 1965 ['Hymnus oft Lof-sanck van Bacchus' en 'Lof-sanck van Iesus Christus']